# جيرهارد ماريا فاغنر
جيرهارد ماريا فاغنر (بالألمانية: Gerhard Wagner)‏ هو كاهن كاثوليكي نمساوي، ولد في 1954 في Wartberg ob der Aist ‏ في النمسا.